# Grades de l'armée norvégienne
Cet article donne les grades en vigueur dans les Forces armées norvégiennes.

## Armée de terre(Norvégien:Hæren)

### Officiers de l'Armée de terre norvégienne
| Code OTAN          | OF-10            | OF-9    | OF-8            | OF-7         | OF-6     | OF-5   | OF-4           | OF-3  | OF-2                   | OF-1     | OF-1   | OF(D)            | Élève-officier   |
| ------------------ | ---------------- | ------- | --------------- | ------------ | -------- | ------ | -------------- | ----- | ---------------------- | -------- | ------ | ---------------- | ---------------- |
| Norvège (modifier) | pas d'équivalent |         |                 |              |          |        |                |       |                        |          |        | pas d'équivalent | pas d'équivalent |
| Norvège (modifier) | pas d'équivalent | General | Generalløytnant | Generalmajor | Brigader | Oberst | Oberstløytnant | Major | - Kaptein - Rittmester | Løytnant | Fenrik | pas d'équivalent | pas d'équivalent |

### Sous-officiers et hommes du rang de l'Armée de terre norvégienne
| Code OTAN          | OR-9          | OR-9          | OR-9          | OR-9          | OR-9          | OR-9              | OR-8              | OR-8          | OR-7          | OR-7         | OR-6         | OR-6         | OR-6         | OR-6         | OR-6         | OR-6               | OR-5               | OR-5               | OR-5     | OR-5     | OR-5     | OR-5               | OR-4     | OR-4                   | OR-3                   | OR-3         | OR-2         | OR-2         | OR-2         | OR-2         | OR-2         | OR-2          | OR-1  | OR-1 |
| ------------------ | ------------- | ------------- | ------------- | ------------- | ------------- | ----------------- | ----------------- | ------------- | ------------- | ------------ | ------------ | ------------ | ------------ | ------------ | ------------ | ------------------ | ------------------ | ------------------ | -------- | -------- | -------- | ------------------ | -------- | ---------------------- | ---------------------- | ------------ | ------------ | ------------ | ------------ | ------------ | ------------ | ------------- | ----- | ---- |
| Norvège (modifier) |               |               |               |               |               |                   |                   |               |               |              |              |              |              |              |              |                    |                    |                    |          |          |          |                    |          |                        |                        |              |              |              |              |              |              |               |       |      |
| Sersjantmajor      | Sersjantmajor | Sersjantmajor | Sersjantmajor | Sersjantmajor | Sersjantmajor | Kommandérsersjant | Kommandérsersjant | Stabssersjant | Stabssersjant | Oversersjant | Oversersjant | Oversersjant | Oversersjant | Oversersjant | Oversersjant | Sersjant 1. Klasse | Sersjant 1. Klasse | Sersjant 1. Klasse | Sersjant | Sersjant | Sersjant | Korporal 1. Klasse | Korporal | Visekorporal 1. Klasse | Visekorporal 1. Klasse | Visekorporal | Visekorporal | Visekorporal | Visekorporal | Visekorporal | Visekorporal | Ledende Menig | Menig |      |

## Marine(Norvégien:Sjøforsvaret)

### Officiers de la Marine norvégienne
| Code OTAN          | OF-10            | OF-9    | OF-8        | OF-7          | OF-6           | OF-5      | OF-4             | OF-3          | OF-2            | OF-1     | OF-1   | OF(D)            | Élève-officier   |
| ------------------ | ---------------- | ------- | ----------- | ------------- | -------------- | --------- | ---------------- | ------------- | --------------- | -------- | ------ | ---------------- | ---------------- |
| Norvège (modifier) | pas d'équivalent |         |             |               |                |           |                  |               |                 |          |        | pas d'équivalent | pas d'équivalent |
| Norvège (modifier) | pas d'équivalent | Admiral | Viseadmiral | Kontreadmiral | Flaggkommandør | Kommandør | Kommandørkaptein | Orlogskaptein | Kapteinløytnant | Løytnant | Fenrik | pas d'équivalent | pas d'équivalent |

### Officiers mariniers et marins  de la Marine norvégienne
| Code OTAN          | OR-9             | OR-9             | OR-9             | OR-9             | OR-9             | OR-9             | OR-8             | OR-8             | OR-7             | OR-7             | OR-6             | OR-6             | OR-6             | OR-6             | OR-6             | OR-6             | OR-5          | OR-5          | OR-5          | OR-4      | OR-4      | OR-3                    | OR-3                    | OR-2          | OR-2          | OR-1  | OR-1  | OR-1  |
| ------------------ | ---------------- | ---------------- | ---------------- | ---------------- | ---------------- | ---------------- | ---------------- | ---------------- | ---------------- | ---------------- | ---------------- | ---------------- | ---------------- | ---------------- | ---------------- | ---------------- | ------------- | ------------- | ------------- | --------- | --------- | ----------------------- | ----------------------- | ------------- | ------------- | ----- | ----- | ----- |
| Norvège (modifier) | pas d'équivalent | pas d'équivalent | pas d'équivalent | pas d'équivalent | pas d'équivalent | pas d'équivalent | pas d'équivalent | pas d'équivalent | pas d'équivalent | pas d'équivalent | pas d'équivalent | pas d'équivalent | pas d'équivalent | pas d'équivalent | pas d'équivalent | pas d'équivalent |               |               |               |           |           |                         |                         |               |               |       |       |       |
| Norvège (modifier) | pas d'équivalent | pas d'équivalent | pas d'équivalent | pas d'équivalent | pas d'équivalent | pas d'équivalent | pas d'équivalent | pas d'équivalent | pas d'équivalent | pas d'équivalent | pas d'équivalent | pas d'équivalent | pas d'équivalent | pas d'équivalent | pas d'équivalent | pas d'équivalent | Kvartermester | Kvartermester | Kvartermester | Konstabel | Konstabel | Visekonstabel 1. klasse | Visekonstabel 1. klasse | Visekonstabel | Visekonstabel | Menig | Menig | Menig |

## Armée de l'air(Norvégien:Luftforsvaret)

### Officiers de l'Armée de l'air norvégienne
| Code OTAN          | OF-10            | OF-9    | OF-8            | OF-7         | OF-6     | OF-5   | OF-4           | OF-3  | OF-2                 | OF-1     | OF-1   | OF(D)            | Élève-officier   |
| ------------------ | ---------------- | ------- | --------------- | ------------ | -------- | ------ | -------------- | ----- | -------------------- | -------- | ------ | ---------------- | ---------------- |
| Norvège (modifier) | pas d'équivalent |         |                 |              |          |        |                |       |                      |          |        | pas d'équivalent | pas d'équivalent |
| Norvège (modifier) | pas d'équivalent | General | Generalløytnant | Generalmajor | Brigader | Oberst | Oberstløytnant | Major | Kaptein / Rittmester | Løytnant | Fenrik | pas d'équivalent | pas d'équivalent |

### Sous-officiers et hommes du rang de l'Armée de l'air norvégienne
| Code OTAN          | OR-9          | OR-9          | OR-9          | OR-9          | OR-9          | OR-9              | OR-8              | OR-8          | OR-7          | OR-7         | OR-6         | OR-6         | OR-6         | OR-6         | OR-6         | OR-6         | OR-5         | OR-5         | OR-5     | OR-5     | OR-5     | OR-5             | OR-4               | OR-4       | OR-3       | OR-3           | OR-2           | OR-2           | OR-2           | OR-2           | OR-2           | OR-2              | OR-1      |
| ------------------ | ------------- | ------------- | ------------- | ------------- | ------------- | ----------------- | ----------------- | ------------- | ------------- | ------------ | ------------ | ------------ | ------------ | ------------ | ------------ | ------------ | ------------ | ------------ | -------- | -------- | -------- | ---------------- | ------------------ | ---------- | ---------- | -------------- | -------------- | -------------- | -------------- | -------------- | -------------- | ----------------- | --------- |
| Norvège (modifier) |               |               |               |               |               |                   |                   |               |               |              |              |              |              |              |              |              |              |              |          |          |          |                  |                    |            |            |                |                |                |                |                |                |                   |           |
| Sersjantmajor      | Sersjantmajor | Sersjantmajor | Sersjantmajor | Sersjantmajor | Sersjantmajor | Kommandérsersjant | Kommandérsersjant | Stabssersjant | Stabssersjant | Oversersjant | Oversersjant | Oversersjant | Oversersjant | Oversersjant | Oversersjant | Vingsersjant | Vingsersjant | Vingsersjant | Sersjant | Sersjant | Sersjant | Seniorspesialist | Ledende Spesialist | Spesialist | Spesialist | Visespesialist | Visespesialist | Visespesialist | Visespesialist | Visespesialist | Visespesialist | Ledende Flysoldat | Flysoldat |